# 이인석 (군인)
이인석(李仁錫, ? ~ 1939년 6월 22일)은 일제강점기의 군인이다.

## 생애
충청북도 옥천군 군서면 출신이다. 8남매 중 맏아들로 태어나 지금은 폐교된 옥천농업실습학교를 졸업하였다. 이 학교에 강사로 취업하였다가 지원병으로 중일 전쟁에 참전하였고, 중국에서 전사하였다. 계급은 일본군 육군 상등병이었다.
이인석은 1938년에 지원병 제도가 실시된 이래 처음으로 전사한 조선인이라, 제1호 전사자로 크게 선전되었다. 많은 훈장을 받고 언론에도 사망 소식이 "지원병 이인석군 최초의 영예의 전사"로 보도되었다. 옥천 이인석의 집으로는 교사가 인솔하는 학생들을 포함하여 순례객이 찾아왔고, 가족들은 부의금을 받아 생계를 유지하였다.
허영의 영화 《너와 나》에는 이인석을 모티브로 삼은 주인공이 일본인과 결혼하고 출정 전에 부여신궁에 참배하는 내용이 나오는 등, 일제 강점기 말기의 전쟁 홍보에 널리 이용되었다. 김동환의 시 〈권군취천명(勸君就天命)〉을 포함하여 이인석을 소재로 한 예술 작품이 여러 장르에서 만들어졌다. 소설가 박완서는 자전적 소설 《그 많던 싱아는 누가 다 먹었을까》에서, 이인석의 일대기를 담은 나니와부시가 매일 방송되었다고 회고한 바 있다.
사망 당시 이인석에게는 아내와 갓 태어난 딸이 있었다. 부인은 조카를 양자로 들여 이인석의 대를 잇게 하였다. 2003년의 《옥천신문》 보도에 따르면, 부인과 동생 등 가족들은 이인석이 자발적으로 지원병이 된 것이 아니라 강사로 재직하던 학교의 교장 등 제3자의 종용으로 강제로 끌려가 희생된 것이라고 주장하였다.

## 참고자료
- 이안재 (2003년 9월 27일). “발굴 옥천현대사 - "형님이 이용당한 것...”. 옥천신문. 2008년 8월 26일에 확인함.